# Olmos de Ojeda
Olmos de Ojeda – gmina w Hiszpanii, w prowincji Palencia, w Kastylii i León, o powierzchni 103,6 km². W 2011 roku gmina liczyła 240 mieszkańców.